# Hvepsevågen
Hvepsevågen er en dansk undervisningsfilm fra 1962 instrueret af Frank Wenzel.

## Handling
Hvepsevågen er en rovfugl, som lever det meste af året i Afrika. Den opholder sig et par måneder (maj-september) i de nordiske lande for at yngle. Den bygger rede i tætte løvtræer. Ungerne fodres med hvepselarver, som hannen skaffer. Hvepsenes vokstavler graves op af jorden og transporteres til reden, hvor larverne pilles ud af cellerne. Når ungerne bliver større, må hunnen hjælpe til med af skaffe hvepse. Ungerne får også af og til en frø, men vil helst have hvepse. I september ses flokke af hvepsevåger, der drager mod syd.